# Lucius Tettius Iulianus
Lucius Tettius Iulianus (în unele pasaje ale lui Tacit este numit „Titius”, în altele „Tertius”, dar Tettius este probabil forma corectă) a fost legat sau comandant al Legiunii a VII-a Claudia⁠(d), una dintre cele trei legiuni staționate în Moesia sub Marcus Aponius Saturninus⁠(d), și împreună cu colegii săi a fost distins cu ornamente consulare de către Otho, ca urmare a unei victorii pe care au câștigat-o asupra roxolanilor, un trib sarmat. 
La scurt timp după aceea, Aponius Saturninus a încercat să îl asasineze pe Tettius, aparent din cauza unei vechi dușmănii. Tettius a fugit pe muntele Haemus, iar Lucius Vipstanus Messalla, comandantul uneia dintre cohorte, l-a înlocuit. Tettius nu a luat parte la luptele sau intrigile din Anul celor patru împărați, deși legiunea pe care o comanda a luat partea lui Vespasian și a pretextat diverse întârzieri care l-au împiedicat pe Tettius să revină la trupele sale. Odată cu triumful facțiunii lui Vespasian el a fost totuși numit ca unul dintre pretori; dar Senatul roman nu i-a permis să ocupe funcția, pe care a conferit-o lui Plotius Grypus, la 1 ianuarie 70. Totuși, imediat după aceea, Domițian l-a repus în funcția de pretor.
Tettius a fost legat al legiunii Legio III Augusta, de la 80 la 82, ceea ce îl făcea efectiv și guvernator al Numidiei din acei ani; a urmat avansarea sa la consul pentru perioada (nundinium) mai-iunie 83, avându-l pe Terentius Strabo Erucius Homullus drept coleg. Ultima funcție pe care se știe că a ocupat-o Tettius a fost cea de guvernator al Moesiei Superior de la 88 la 90. 
Lucius Tettius Iulianus ar fi putut fi fratele lui Gaius Tettius Africanus, prefect al Egiptului, care s-a căsătorit cu Funisulana Vettulla, fiica lui Lucius Funisulanus Vettonianus, consul în 78.

## Legături externe
- Lucius Tettius Iulianus -  A Dictionary of Greek and Roman biography and mythology. By various writers. Ed. by William Smith. Illustrated by numerous engravings on wood